# Рок на Востоке
«Рок на Востоке» (англ. Rock the Kasbah) — кинофильм режиссёра Барри Левинсона, вышедший на экраны в 2015 году. Фильм создан по мотивам документального фильма 2009 года «Афганская звезда» (Afghan Star) и посвящён Сетаре Хусаинзада (Setara Hussainzada), участвовавшей в телешоу «Афганская звезда» (Afghan Star)

## Сюжет
Немолодой музыкальный продюсер Ричи Ланц переживает не лучшие времена. Он вынужден заниматься выманиванием денег у бесталанных калифорнийских дамочек, а его единственная клиентка Ронни без какого-либо успеха исполняет в барах кавер-версии различных хитов. Поэтому когда Ричи предлагают отправиться с подопечной в Афганистан, чтобы выступить с серией концертов перед американскими военнослужащими, он не может упустить этот шанс. Однако по прибытии в Кабул всё идёт не так, как задумывалось. Ронни сбегает с деньгами и паспортом продюсера, оставив того в крайне тяжёлой ситуации. Чтобы раздобыть денег, Ричи принимает предложение контрабандистов и берётся доставить в удалённую пуштунскую деревню несколько ящиков с оружием. Здесь он встречает местную девушку, которая оказывается крайне талантливой певицей, и решает, что должен, несмотря на все трудности, сделать из неё звезду…
Фильм заканчивается посвящением Сетаре Хусаинзада (Setara Hussainzada), участвовавшей в телешоу «Афганская звезда» (Afghan Star) в 2007 году. Во время прощального выступления на телешоу она танцевала без хиджаба, что вызвало гнев консервативной части мусульман, Сетаре угрожали смертью.

Посвящается Сетаре Хусаинзада, имевшей храбрость петь и танцевать в телешоу «Афганская звезда».
Оригинальный текст (англ.)Dedicated to Setara Hussainzada who had the courage to sing and dance on Afghan Star.

## В ролях
- Билл Мюррей — Ричи Ланц
- Брюс Уиллис — «Бомбей» Брайан
- Кейт Хадсон — Мерси
- Зоуи Дешанель — Ронни
- Лим Любани — Салима
- Ариан Моайед — Риза
- Скотт Каан — Джейк
- Дэнни Макбрайд — Ник
- Фахим Фазли — Тарик
- Тейлор Кинни — рядовой Барнс
- Келли Линч — Сильвия
- Сара Бейкер — Морин